# Vlotho
Vlotho – miasto w zachodnich Niemczech, w kraju związkowym Nadrenia Północna-Westfalia, w rejencji Detmold, w powiecie Herford. Liczy 19 282 mieszkańców (2010).